# امیگل (ویرجینیای غربی)
امیگل، غرب ویرجینیا (به انگلیسی: Ameagle, West Virginia) یک منطقهٔ مسکونی در ایالات متحده آمریکا است که در ویرجینیای غربی واقع شده‌است.

## خصوصیات
امیگل ۳۳۰٫۱ متر بالاتر از سطح دریا واقع شده‌است.